# TAS (classificazione)

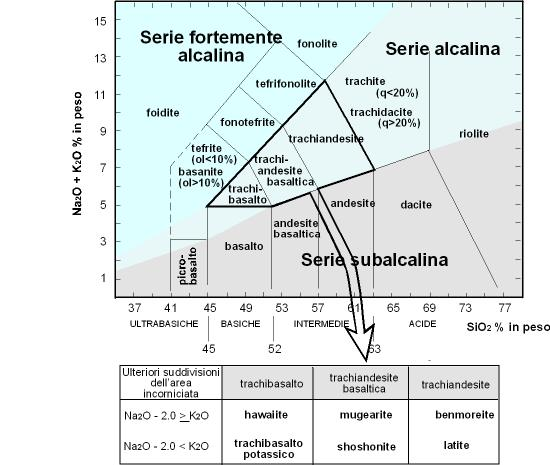
Diagramma TAS (Le Maitre et al., 2002)

La classificazione TAS è una metodologia utilizzata per la classificazione chimica delle rocce magmatiche effusive mediante il diagramma TAS. Fu introdotta nel 2002 da Le Maitre et al., su raccomandazione della International Union of Geological Sciences (IUGS), Subcommission of the Systematics of Igneous Rocks.
Il termine TAS è un acronimo che deriva dall'inglese "Total Alkali versus Silica", cioè confronto tra il totale degli elementi alcalini e la silice presente nelle rocce.
Il diagramma TAS consiste in un semplice grafico bidimensionale in cui:
- l'asse X è costituito dalla percentuale in peso di Silice (SiO2);
- l'asse Y è costituito dalla percentuale in peso di Ossido di sodio (Na2O) + Ossido di potassio (K2O).

L'analisi viene effettuata togliendo dal campione da classificare il CO2 e l'H2O presenti, quindi ricalcolando le percentuali, sul totale del peso residuo del campione, di SiO2 e Na2O + K2O e ponendole nel grafico TAS qui a destra. I tre litotipi compresi nell'area incorniciata possono essere ulteriormente suddivisi secondo la tavola indicata dalla freccia in base al rapporto tra % in peso di Na2O - 2 e K2O. La linea tra il campo della foidite e quello della basanite-tefrite è tratteggiata ad indicare che  per separare questi tipi occorrono altri criteri; ol equivale a olivina normativa e permette di distinguere tra tefrite e basanite, q equivale a quarzo*100/quarzo+ortoclasio+albite+anortite normativi (Q*100/Q + or + ab + an) e permette di distinguere tra trachite e trachidacite.
Per la classificazione mineralogica delle rocce ignee si utilizza il diagramma QAPF.